# Фестиваль света в Кобе
Фестиваль света в Кобе (яп. 神戸ルミナリエ ко:бэ руминариэ) — фестиваль света, который ежегодно проводится в японском городе Кобе с 1995 года в память жертв землетрясения, произошедшего в том году. Более 200 тысяч украшений-светильников городу подарило итальянское правительство, а установку произвели Валерио Фести и Хирокадзу Имаока. Каждый светильник раскрашен вручную, а электричество для проведения фестиваля генерируется из биотоплива.
Иллюминация продолжается около двух недель, причём каждый вечер её включают на несколько часов. Главные улицы перекрывают, чтобы люди смогли остановиться и насладиться сиянием множества лампочек. Ежегодно Фестиваль света посещает от трёх до пяти миллионов человек, за его время город зарабатывает около 1,3 млн долларов США в виде пожертвований и около 6,1 млн от рекламы и продаж.
Фестиваль света, по задумке устроителей, должен был вернуть туристов в разрушенный Кобе, и действительно стал одним из факторов роста туристического потока.

## Символы
Великое землетрясение Хансин произошло 17 января 1995 года, в результате него погибло более 6000 человек и был причинён ущерб на 100 миллиардов долларов США. Так как множеству людей пришлось жить в темноте после землетрясения из-за недостаточной подачи электричества, образ светильника стал символом надежды и восстановления. Изначально предполагалось, что фестиваль пройдёт один раз, однако он оказался очень популярным, и по просьбам местных жителей стал ежегодным. В церемонию открытия включено время на молитву за жертв землетрясения.
На фестивале 2011 года была проведена благотворительная выставка для сбора средств жертвам Великого восточнояпонского землетрясения. На следующий год фонарики для фестиваля сделали из рисунков детей, проживавших в пострадавшем регионе Тохоку.

## Посетители
Данные устроителей фестиваля о посещаемости с 2004 года
| Год  | Число посетителей |
| ---- | ----------------- |
| 2004 | 5 383 000         |
| 2005 | 4 358 000         |
| 2006 | 4 650 000         |
| 2007 | 4 043 000         |
| 2008 | 3 755 000         |
| 2009 | 3 650 000         |
| 2010 | 3 434 000         |
| 2011 | 3 421 000         |
| 2012 | 3 401 000         |